# 科尔·皮尔斯
科尔·皮尔斯（英語：Col Pearse，2003年7月10日—），澳大利亚男子游泳运动员。他曾代表澳大利亚参加2020年夏季残疾人奥林匹克运动会游泳比赛，获得男子100米蝶泳S10级铜牌。